# Kongjian Yu
Kongjian Yu (* 1963 in Jinhua) ist ein chinesischer Landschaftsarchitekt, Universitätsprofessor an der Peking University PKU und Gründer des Planungsbüros Turenscape in Peking.

## Leben
Kongjian Yu promovierte 1995 an der Harvard Graduate School of Design zum Thema "Security Patterns in Landscape Planning: With a Case in South China". Er ist seit 1997 Professor für Urban and Regional Planning an der Peking University, sowie Gründer und Dekan der School of Landscape Architecture an der PKU, heute College of Architecture and Landscape Architecture. 1998 gründete er sein weltweit agierendes und international ausgezeichnetes Landschaftsarchitekturbüro Turenscape mit heute etwa 600 Angestellten. Kongjian Yu's Arbeit befasst sich mit Aufgabenstellungen aus der Architektur, Landschaftsarchitektur sowie Städtebau in allen Maßstabsebenen. Er ist Gastprofessor für Landschaftsarchitektur am Department of Landscape Architecture der Harvard Graduate School of Design. In seinen Projekten verfolgt Yu das Ziel, ökologische Infrastrukturen neu aufzubauen und entwickelt dabei eine neue Umwelt-Ästhetik basierend auf Grundpositionen der Umweltethik.

## Auszeichnungen
Die Werke von Kongjian Yu wurden 2009 und 2010 ausgezeichnet mit dem World Architectural Festival Awards of Landscape, 2009 mit dem ULI Global Award for Excellence, 2010 mit dem ASLA award of Excellence und 7 ASLA Honor Awards der American Society of Landscape Architects. Er erhielt vier Excellence on the Waterfront Awards, 2004 die National Gold Medal of Fine Arts of China und er war 2010 Juror beim Aga Khan Award for Architecture. 2016 wurde Yu in die American Academy of Arts and Sciences gewählt. 2023 wurde er mit dem Oberlander Landscape Architecture Prize ausgezeichnet.

## Werke
- Yanweizhou Park in Jinhua/China (2014)
- Qunli Stormwater Park in Haerbin/China (2011)
- Red Ribbon Park in Qinhuangdao/China (2009)
- Shipyard Park in Zhongshan/China (2009)

## Publikationen
- Kongjian Yu, Gary Austin: Constructed Wetlands and Sustainable Development. Routledge, London 2016, ISBN 978-1-138-90899-4.
- Saunders: Designed Ecologies: The Landscape Architecture of Kongjian Yu. William S. Birkhäuser, Berlin 2012, ISBN 978-3-0346-0738-4.
- Kongjian Yu, Mary Padua: Art of Survival: Recovering Landscape Architecture. Images Publishing Group Pty, Mulgrave, Victoria 2007, ISBN 978-1-86470-251-4.
- Experiencing landscape is the root of landscape design. Udo Weilacher interviews Kongjian Yu.(PDF) In: nodium, Magazin des Alumni-Clubs Landschaft an der Technischen Universität München 2017